# 41 Batalion Łączności
41 batalion łączności (41 bł) – samodzielny pododdział  łączności ludowego Wojska Polskiego.
Batalion został sformowany w 1949 roku, w garnizonie Wrocław, w składzie 10 Sudeckiej Dywizji Pancernej, według etatu Nr 5/85. Jednostka została zorganizowana na bazie 31 kompanii łączności 10 Dywizji Piechoty.

## Struktura organizacyjna
- dowództwo
- kompania dowodzenia (czołgi dowództwa dywizji, pluton telefoniczno-telegraficzny, pluton ruchomych środków łączności)
- kompania radiowa (dwa plutony)
- pluton telegraficzno-kablowy
- kompania szkolna

Stan osobowy liczył 281 żołnierzy i 9 pracowników kontraktowych.(etat 5/85)

## Dowódcy batalionu
- mjr Kazimierz Ryś (był w 1956)[5]